# Déu en l'islam

«Al·là» en cal·ligrafia islàmica

En l'islam, Déu (àrab: ﷲ, Allāh,  pronunciació en àrab (?·pàg.)) és el senyor absolut, omnipotent i omniscient de l'Univers i el creador de tot allò que existeix. L'islam té com a conceptes fonamentals la unitat (tawhid), la unicitat (wàhid) i la singularitat (àhad) de Déu, així com la seva misericòrdia i omnipotència. Déu no és ni un ésser material ni un ésser espiritual. Segons l'Alcorà, més enllà del Tron, «A Ell, no El veuen les mirades, però Ell veu tot el que és visible. Ell és Amable i sap fer bé totes les coses, molt agradables!»[Alcorà 6:103 (traduït per Míkel de Epalza)]
El Déu únic de l'islam té noranta-nou noms (al-asmà al-husnà, que significa literalment ‘els noms més bells'), cadascun dels quals evoca un atribut concret de Déu. Tots aquests noms es refereixen a Déu, l'ésser suprem, el Qui tot ho reuneix. Els noms de Déu més familiars i habituals són «el Compassiu» (ar-Rahman) i «el molt Misericordiós» (ar-Rahim). La creació i l'ordenament de l'Univers es consideren un acte de misericòrdia primordial pel qual totes les criatures lloen els atributs de Déu i testimonien la seva unitat.